# 揚州市
揚州市（ようしゅう/ヤンヂョウ-し、拼音: Yángzhōu）は、中華人民共和国江蘇省に位置する地級市、世界美食都市（ユネスコ文学都市）。本来「楊州」と書かれ、漢代に置かれた13州の一つであった。それが唐代に表記を「揚州」と改められた。

## 歴史

### 歴史的地名としての楊州
揚子江（江水）を中心に、北は淮水から南は南嶺山脈までの地域のことである。現在の江蘇省全体よりも広く、江南（揚子江の南部）の広大な地域をも含んでおり、魏晋南北朝においては、全国一の重要な地位を占める地域であった。
楊州は北に徐州、豫州と接し、西は荊州、南は交州に接していた。楊州は三国時代、呉の孫策・孫権によって支配された土地である。楊州は南部が山岳地帯であるために、人も物資も北部に集中した。このため、三国時代の呉では戦争が相次いで人口不足に陥り、兵力が減少して国が滅亡する一因を成した。しかし楊州は中国南部の要衝地帯であり、晋滅亡後に建国された東晋は、楊州を本拠地としている。

### 揚州への改称
漢字の偏としての「木」と「扌」は行書ではほとんど区別がつかず、よく混同されるが、「楊」と「揚」の両方が用いられた時代も長い。「揚」の字が現れるものとして古いものには『禹貢』という書や、中国最古の類語辞書ともいわれる漢代の『爾雅』などがある。「揚」の字に統一されたのは唐代のことである。唐代の途中で、「兗州」や「邗州」の名に改められた時期があるが、ほどなくして「揚州」に戻っている。

### 都市名としての揚州
隋の煬帝が開削させた大運河により物資の集積地となり、一躍繁栄することとなる。このあたりで運河は流れを緩やかにするため、くねるように蛇行する形になっている。また、煬帝が再三行幸を行い、遊蕩に耽ったため、亡国に至った都市としても知られている。煬帝は揚州を愛し、2012年に揚州で彼の墓と思われるものが発見された。
唐代にはアラブ人やペルシャ人が訪れて、すでに国際港としての位置づけになって交易が発展したが、安史の乱（755年-763年）の混乱で、760年に田神功がペルシア人やイスラム商人を虐殺する揚州大虐殺が起こり、アラブ人やペルシャ人との貿易の中心は泉州や広州に移った。
明代以降は、現在の江蘇省の東部を中心とした塩田からとれる塩の集積地としても重要な位置をしめ、この地に豪商を産み、中国屈指の豊かさを誇り、文化の花を開かせる基礎となった。明末期の清・南明戦争では1645年に80万人が犠牲者となった揚州大虐殺が起こった。
清代の揚州八怪を初めとする、文人を多く輩出しており、揚劇や書画、盆景、料理といった、中国文化の上でも重要な位置を占める。
市内にある大明寺は、鑑真和尚が唐代に日本に来る前にいた寺である。

### 現代の揚州市
揚州市が置かれたのは新中国建設の1949年で、1983年には地級市に昇格している。
江蘇省の省都である南京市とは高速道路と鉄道で結ばれているが、駅は市の中心地から離れた場所にある。そのため、陸上交通が整備途上であった以前、上海などの都市からは、北京～南京～上海を結ぶ鉄道（京滬線）が通る鎮江からフェリーで揚子江（長江）を渡ってくることが多かった。鎮江と揚州を結ぶ（潤揚大橋）が2005年に開通したので、市内中心部へは潤揚大橋を経由するルートが近くて早い。現在は、幅の広い新運河が開通しているが、古い運河も残っている。
市中心部にある観光地として、清代に来訪する皇帝のもてなしのために商人らが作った人工湖である痩西湖はもっとも重要な位置をしめ、国家AAAAA級の観光地に指定されている。北に隣接する大明寺とともに訪問する日本人も多い。旧市内は中華人民共和国国家歴史文化名城と指定されている。西部に川や湖があり、水位の影響を受けないよう市街区との間には堤防が築かれ、また旧運河の土砂が堆積するため市街地の旧運河沿いの堤は明・清の頃からどんどん積み上げられ高くなっている。

## 行政区画
3市轄区・2県級市・1県を管轄下に置く。
- 市轄区：
  - 邗江区・広陵区・江都区
- 県級市：
  - 儀徴市・高郵市
- 県：
  - 宝応県

| 揚州市の地図                              |
| ----------------------------------------- |
| 広陵区 邗江区 江都区 宝応県 儀徴市 高郵市 |

### 年表
この節の出典

#### 蘇北行署区揚州専区
- 1949年10月1日 - 中華人民共和国蘇北行署区揚州専区が成立。揚州市・宝応県・高郵県・興化県・溱潼県・江都県・儀徴県・六合県が発足。(1市7県)
- 1949年12月 - 六合県が南京市に編入。(1市6県)
- 1950年1月11日 - 溱潼県が興化県、泰州専区泰県に分割編入。(1市5県)
- 1950年1月 - 南京市六合県を編入。(1市6県)
- 1950年2月6日 - 揚州専区が泰州専区と合併し、新制の泰州専区の発足により消滅。

#### 蘇北行署区揚州市
- 1950年8月8日 - 泰州専区揚州県が地級市の揚州市に昇格。(1市)
- 1952年11月15日 - 江蘇省の成立により、江蘇省揚州市となる。

#### 江蘇省揚州市(第1次)
- 1953年2月6日 - 揚州市が揚州専区に編入。

#### 江蘇省揚州地区
- 1953年2月6日 - 泰州専区が揚州専区に改称。(2市10県)
  - 揚州市を編入。揚州市が県級市に降格。
- 1953年6月 (2市10県)
  - 南京市八区の一部が六合県に編入。
  - 六合県の一部が南京市大廠鎮に編入。
- 1953年11月20日 - 泰州市の一部が泰興県に編入。(2市10県)
- 1954年1月15日 - 泰州市の一部が泰興県に編入。(2市10県)
- 1954年7月1日 (2市10県)
  - 江都県の一部(瓜洲郷・工西郷の各一部)が儀徴県に編入。
  - 儀徴県の一部(朴席区双橋郷の一部)が江都県に編入。
- 1954年8月21日 (2市10県)
  - 高郵県の一部(横涇区菱蕩郷・北極郷・啓東郷)が興化県に編入。
  - 興化県の一部(沙溝区の一部)が高郵県に編入。
- 1954年10月 (2市10県)
  - 泰州市の一部(泰西区鮑徐郷・靳橋郷・張夏郷・姚斗郷・森々郷・孫廟郷・二馮郷・武馬郷および秦堡郷・九竜郷の各一部)が泰県に編入。
  - 泰県の一部(港口区窯頭郷の一部)が泰州市に編入。
- 1955年12月13日 (2市10県)
  - 六合県の一部が南京市燕子磯区・大廠鎮・浦口区に分割編入。
  - 江浦県の一部が南京市浦口区に編入。
- 1956年2月22日 (2市10県)
  - 六合県の一部が南京市大廠鎮に編入。
  - 南京市浦口区の一部が江浦県に編入。
- 1956年2月23日 (2市8県)
  - 鎮江専区揚中県を編入。
  - 儀徴県・六合県・江浦県が鎮江専区に編入。
- 1956年3月9日 - 江都県が分割され、江都県・邗江県が発足。(2市9県)
- 1956年11月8日 - 揚中県が鎮江専区に編入。(2市8県)
- 1956年12月24日 - 鎮江専区儀徴県・六合県・江浦県を編入。(2市11県)
- 1957年11月29日 - 泰興県の一部が分立し、黄橋県が発足。(2市12県)
- 1957年11月29日 - 泰県の一部が泰州市に編入。(2市12県)
- 1958年4月28日 (2市12県)
  - 高郵県の一部(閔塔区)が宝応県に編入。
  - 宝応県の一部(趙雍郷・夏集郷・友映郷・湯荘郷・勝利郷・固営郷・営北郷および蘇雅郷の一部)が高郵県に編入。
- 1958年7月6日 - 六合県・江浦県が南京市に編入。(2市10県)
- 1958年8月31日 - 黄橋県が泰興県に編入。(2市9県)
- 1958年9月 - 高郵県の一部が宝応県に編入。(2市9県)
- 1958年9月5日 - 邗江県が揚州市に編入。(2市8県)
- 1958年12月20日 - 泰州市・泰県が合併し、泰州県が発足。(1市8県)
- 1960年4月29日 - 宝応県の一部が分立し、金湖県が発足。(1市9県)
- 1960年10月 - 興化県の一部が高郵県に編入。(1市9県)
- 1962年3月27日 (2市10県)
  - 泰州県が分割され、泰県・泰州市が発足。
  - 興化県の一部が分立し、興東県が発足。
- 1962年9月25日 - 南京市六合県・江浦県を編入。(2市12県)
- 1962年10月20日 - 揚州市の一部が分立し、邗江県が発足。(2市13県)
- 1963年4月19日 - 興化県の一部が高郵県に編入。(2市13県)
- 1964年8月18日 (2市13県)
  - 泰州市の一部が泰県に編入。
  - 揚州市の一部が邗江県に編入。
- 1964年10月31日 - 興東県が興化県に編入。(2市12県)
- 1966年3月5日 - 六合県・儀徴県・江浦県・金湖県が六合専区に編入。(2市8県)
- 1970年 - 揚州専区が揚州地区に改称。(2市8県)
- 1971年2月22日 - 六合専区六合県・儀徴県を編入。(2市10県)
- 1974年3月16日 - 六合県の一部が儀徴県に編入。(2市10県)
- 1974年8月27日 - 六合県の一部が儀徴県に編入。(2市10県)
- 1975年11月8日 - 六合県が南京市に編入。(2市9県)
- 1983年1月18日 
  - 揚州市が地級市の揚州市に昇格。
  - 泰州市・江都県・邗江県・泰県・高郵県・靖江県・宝応県・泰興県・興化県・儀徴県が揚州市に編入。

#### 江蘇省揚州市(第2次)
- 1983年1月18日 - 揚州地区揚州市が地級市の揚州市に昇格。(2市9県)
  - 揚州地区泰州市・江都県・邗江県・泰県・高郵県・靖江県・宝応県・泰興県・興化県・儀徴県を編入。
- 1983年2月26日 - 広陵区・郊区を設置。(2区1市9県)
  - 邗江県の一部が郊区に編入。
- 1984年9月13日 - 泰県の一部が泰州市に編入。(2区1市9県)
- 1986年4月21日 - 儀徴県が市制施行し、儀徴市となる。(2区2市8県)
- 1987年8月11日 - 泰県の一部が泰州市に編入。(2区2市8県)
- 1987年12月22日 - 興化県が市制施行し、興化市となる。(2区3市7県)
- 1991年2月6日 - 高郵県が市制施行し、高郵市となる。(2区4市6県)
- 1992年9月21日 - 泰興県が市制施行し、泰興市となる。(2区5市5県)
- 1993年7月14日 - 靖江県が市制施行し、靖江市となる。(2区6市4県)
- 1994年4月26日 - 江都県が市制施行し、江都市となる。(2区7市3県)
- 1994年7月17日 - 泰県が市制施行し、姜堰市となる。(2区8市2県)
- 1996年7月19日 (2区3市2県)
  - 泰州市が地級市の泰州市に昇格。
  - 泰興市・姜堰市・靖江市・興化市が泰州市に編入。
- 2000年12月21日 - 邗江県が区制施行し、邗江区となる。(3区3市1県)
- 2002年11月11日 - 郊区が維揚区に改称。(3区3市1県)
- 2008年5月18日 - 邗江区の一部が維揚区・広陵区に分割編入。(3区3市1県)
- 2011年10月22日 (3区2市1県)
  - 江都市が区制施行し、江都区となる。
  - 邗江区の一部が広陵区に編入。
  - 維揚区および邗江区の残部が合併し、邗江区が発足。
- 2019年11月21日 - 江都区の一部が泰州市海陵区に編入。(3区2市1県)

## 産業
所轄する儀徴市のポリエステル繊維は中国を代表する繊維産業のひとつとなっている。
農産物ではレンコンの収量が全国でも有数である。

### 特産・名菜
- 刃物
- 揚州木偶
- 揚州炒飯
- 淮揚湯包

## 交通
航空
- 揚州泰州空港（扬州泰州国际机场） - 揚州市の北東約32kmにある国際空港で、2012年に開港した。北京、天津、深圳、大連など国内線のほか、2017年現在、大阪、台北、済州、バンコクへの国際路線も運行されている[7]。

鉄道
- 揚州駅（中国語版） - 市街地中心の西7.8kmに揚州駅があり、南京と南通を結ぶ寧啓線（中国語版）の列車が停車する。同路線では従来の客車列車の他、2016年よりCRHの電車列車が運行されており、南京へは1時間弱[8]、南通へは1時間30分から2時間[9]である。
- 揚州東駅（中国語版） - 市街地中心から約10km東に位置する、2020年に開業した連鎮旅客専用線（中国語版）の駅である。連鎮旅客専用線はCRHの電車列車の運行が主体の高速鉄道であり、最高速度は250km/hである。同路線の開業により、鎮江へは約30分[10]、蘇州へは1時間半[11]、上海へは2時間でアクセス可能となり[12]、乗り換えも不要となった。駅前にはバスターミナルが整備されており、市内各所へのバスが発着する。[13]

地下鉄
- 南京地下鉄寧揚線・S5号線として南京と揚州を結ぶ地下鉄路線を建設している。2030年開業予定。

バス
- 市街地中心の西7.8kmの揚州駅前に主な長距離バスが発着する揚州バスターミナル（扬州汽车客运站）が、市街地中心の東7kmに比較的小規模な揚州東バスターミナル（扬州汽车客运东站）がある。
- 揚州バスターミナル（扬州汽车客运站）と鎮江駅（镇江汽车客运站）・鎮江南駅（镇江南徐汽车客运站）の間は所要時間約45分の直通バスが10〜15分毎に運行されている。
- 旅游専線（旅游专线） - 主要観光地を結ぶ市内バス路線。主な停留所は、揚州西バスターミナル - 双博館 - 痩西湖西門 - 二十四橋 - 大明寺 - 観音山（痩西湖北門） - 五亭橋 - 痩西湖（虹橋坊） - 史公祠 - 个園 - 東関古渡 - 康山文化園（何園） - 工人新村駐車場 [14]。

その他
- 長江の南にある鎮江市との間は、高速道路の潤揚長江大橋と鎮揚フェリー（镇扬汽渡）の双方で結ばれている。

## 観光
- 揚州大明寺（扬州大明寺） - 南北朝の宋時代、大明年間（457年から464年）に創建[15]された仏教寺院。唐代の754年に日本に渡った高僧鑑真がこの寺で律学を講じていた。境内には、李白や白居易も上ったと言われる棲霊塔（栖灵塔、1995年に再建）[16]、唐招提寺を模して造られた鑑真記念堂（鉴真纪念堂、1973年落成）[15]、唐代に張又新が著した茶道の名著「煎茶水記」にて、当地が7つの良い泉源のうちの一つ『天下第五泉』としたことを記念する石碑[17]などがある。
- 何園（中国語版）（何园） − 1883年、清時代の地方官吏道台（観察使）であった何維鍵（号は芷舠）が造営した庭園付き自宅。池の中に建つ水心亭と、それを取り囲む回廊が見どころ[16]。
- 漢広陵王墓（汉广陵王墓、汉陵苑） − 1979年に揚州の北西45kmの高郵市天山鎮で発掘された、前漢時代の広陵国の王劉胥と皇后の墓を展示する施設[16]。
- 揚州城遺跡（中国語版）（揚州城遺址）
  - 揚州城門遺跡博物館（扬州城门遗址博物馆）
  - 宋大城西門遺跡博物館（宋大城西门遗址博物馆） - 西門は四望亭通りの西端、旧市街を囲む古運河に面して建てられている
  - 宋代東門城楼（宋代东门城楼）- 東門は東関街の東端、旧市街を囲む古運河に面して建てられている
- 東関街 (揚州)（中国語版）（东关街） - 古運河の渡場（东关古渡、牌坊あり）・宋代東門城楼跡（东门遗址）より、国慶路までの間の東西の街路で、明・清時代の雰囲気を残す全長約1122mの老街[18]。揚州旧市街の中心であった。
- 个園（中国語版）（个园） − 中国四大名園の一つとされる。清代嘉慶年間の1818年に両淮塩商の黄至筠が造営した私家園。家主が竹を好んだため、竹の姿が「个」の字に似ていることから「个園」と命名されたとされる[19][16]。
- 汪氏小苑（中国語版）（汪氏小苑）
- 天寧寺 (揚州)（中国語版）（天宁寺）
- 盧紹緒宅・塩宗廟
- 痩西湖（中国語版）（痩西湖） − 隋や唐の時代から湖上園林の景勝地として知られ、清朝の乾隆年間に詩人汪沆が、杭州の西湖を引き合いに出して『痩せた（細長い）西湖』と詠ったことが命名の起源とされる[15]。約100ヘクタールの公園内には1757年に架けられた五亭橋（蓮花橋ともいう）、長さ24m・欄干の数24本など24に因んだ単孔アーチ型橋の二十四橋とそれを望む熙春台、四橋煙雨、高さ27.5mの白塔、乾隆帝が休憩し釣りを楽しんだと言われる釣魚台などの景観区がある[20][21]。
- 文昌閣（中国語版）（文昌阁）- 揚州府学の一部として1585年に建てられた高さ24.25mの塔。市街地中心の文昌中路と汶河路の交差点にあり、周囲は時代広場、金鷹国際購物中心などの大規模商業施設が建つ繁華街[22]。
- 揚州博物館（扬州博物馆、扬州中国雕版印刷博物馆）
- 京杭大運河（京杭大运河） - 北京から杭州までを結ぶ、総延長2500キロメートルに及ぶ大運河で、隋の文帝と煬帝がこれを整備したとされる。揚州市の東郊外を通過している。また、揚州市街地の古運河のことを揚州古運河（扬州古运河）と呼んでいる。
- 孟城　運河を旅する者が宿泊出来た駅の跡。

## 人物
- 李邕
- 鑑真
- 秦観
- 梁袠
- 阮元
- 史念祖
- 呉熙載
- 江沢民
- 賀萬里

## 姉妹都市
- 日本 厚木市
- 日本 唐津市
- 日本 入広瀬村
- 日本 奈良市
- 韓国 大邱市
- 韓国 龍仁市
- 韓国 済州市
- 韓国 麗水市 等